# Aja Unonius

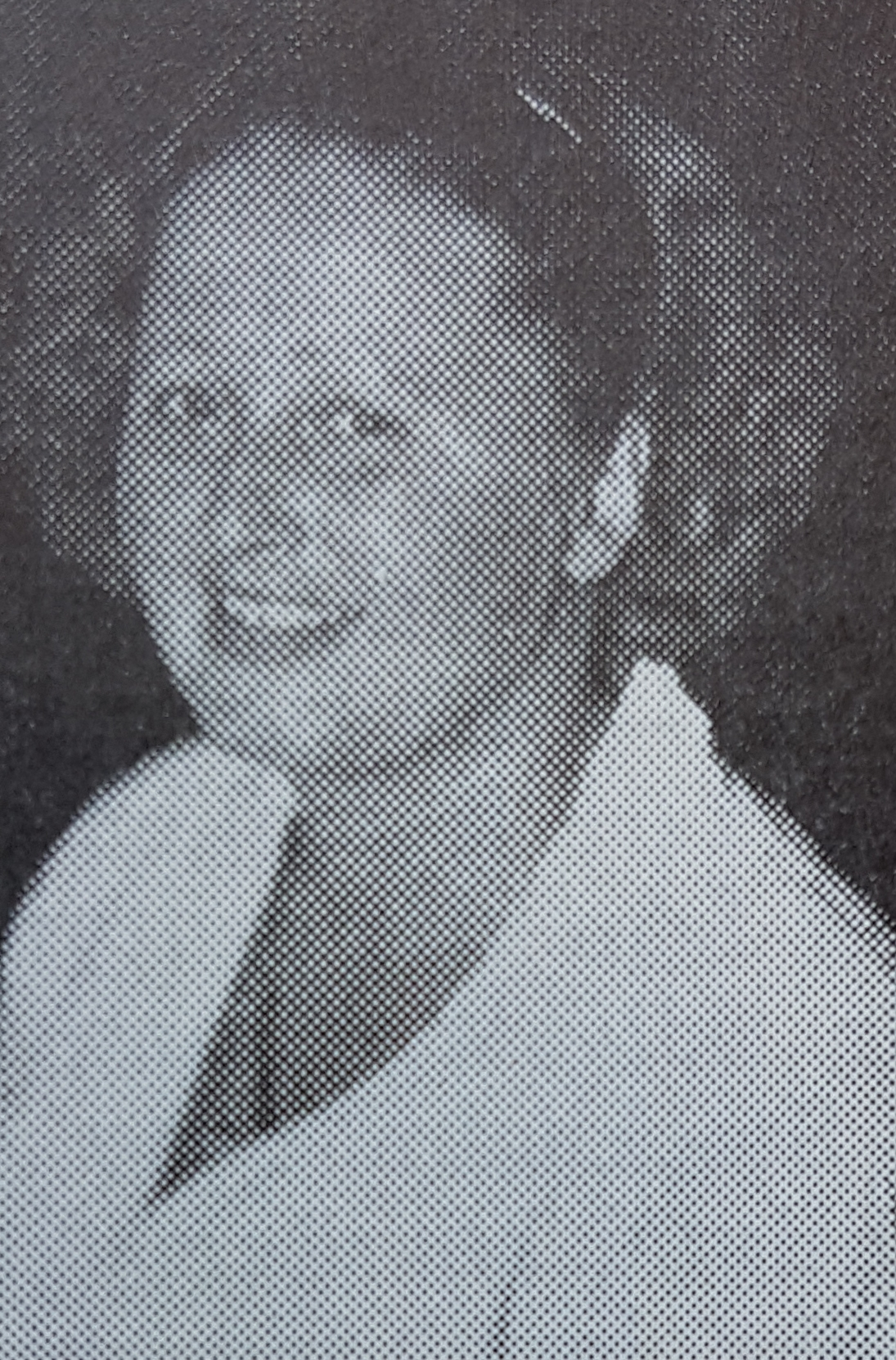
Aja Unonius, avfotogragerad porträttbild från Allhems Svenskt konstnärslexikon.

Elas Aino (Aja) Unonius-Gary, född 29 oktober 1901 i Limhamn, död 23 september 1972 i Helsingfors, var en svensk-finländsk skulptör.
Hon var dotter till Mårten Elias Unonius och Ellen Margareta Amalia Ljunggren och från 1946 gift med häradshövdingen Gustaf Wilhelm Unonius. Hon adopterades efter sin faders död av professor Per Henrik Nils Sjöbring och utbildade sig till skulptör vid Konsthögskolan i Stockholm 1927–1931 och under studieresor till Paris i slutet av 1920-talet. Hon knöts i början av 1930- talet som medarbetare vid Arabia i Helsingfors och utförde där en del djurskulpturer och humoristiska figuriner i chamottemassa. Separat ställde Unonius ut i Helsingfors 1952 och hon medverkade i samlingsutställningar arrangerade av Skånes konstförening och Arabia på Hultbergs konsthandel i Stockholm. Hon medverkade även i Finlandsveckan som visades i Stockholm 1936 och keramikutställningar i New York 1937 och Köpenhamn 1940. Hennes skulpturer består av barnporträtt i brons, djurstudier och figurer i chamottelera. På grund av sjukdom blev hon på senare år förhindrad att utöva sitt konstnärskap fullt ut. Unonius är representerad vid Nationalmuseum i Stockholm och Nationalmuseet i Helsingfors.